# 同化 (生物学)
同化（Assimilation）是五個生物体代谢(進食、消化、吸收、同化和排便)当中的一个重要过程，作用是把消化后的营养重新组合，形成有机物和贮存能量的过程。因為是把食物中的物質元素存入身體裡面，故謂「同化」。

## 過程
在被消化系统變為水溶性、簡單的分子後，食物分子會經過小腸內壁的細胞進入血管，再通過運輸系統進入全身。水溶性的食物分子會通過循环系统而非水溶性的食物分子會通過淋巴系統，兩者一齊通過心臟，再通过微血管達至全身。而同化則指的是已被吸收的食物分子被細胞吸收進行代谢的過程。

## 相关例子
- 光合作用中植物利用二氧化碳和陽光自己製造食物（有機分子），並把這些有機分子儲存於植物自己體內。
- 碳固定

## 參看
- 同化作用